# Kisróna
Kisróna, románul: Rănușa település Romániában, a Partiumban, Arad megyében.

## Fekvése
Déznától északra fekvő település.

## Története
Kisróna, Róna a középkorban Zaránd vármegyéhez tartozott.
Nevét 1556-ban említette először oklevél Rona, Ronak néven. 1808-ban Rávná, Rohna, 1913-ban Kisróna néven írták.
1851-ben Fényes Elek írta a településről: „Ravna, Arad vármegyében, 8 katholikus, 297 óhitü, 10 református lakossal, óhitü anyatemplommal, hegyes határral.”
1910-ben 518 lakosából 507 román, 11 magyar volt. Ebből 505 görögkeleti ortodox, 7 református volt.
A trianoni békeszerződés előtt Arad vármegye Borossebesi járásához tartozott.